# Ювенилия
За младежките игри в Древен Рим виж Ювеналия.
Ювени́лия (англ. juvenilia) е термин, с който се обозначават литературни, музикални и други творчески произведения, написани в юношеска и младежка възраст.
За пръв път терминът се използва през 1622 г. от английския поет и сатирик Джордж Уитър, който публикува сборника „Ювенилия“ (Ivvenilia). По-късно други значими поети като Джон Драйдън и Алфред Тенисън използват термина за ранните си произведения. Младежкото творчество на Джейн Остин също е известно като ювенилия, както и 30 ранни рисунки на Ван Гог.
Изключение от ретроспективната употреба на термина е сборникът Juvenilia на Лий Хънт, публикуван докато авторът е все още юноша.
|  | Тази страница частично или изцяло представлява превод на страницата Juvenilia в Уикипедия на английски. Оригиналният текст, както и този превод, са защитени от Лиценза „Криейтив Комънс – Признание – Споделяне на споделеното“, а за съдържание, създадено преди юни 2009 година – от Лиценза за свободна документация на ГНУ. Прегледайте историята на редакциите на оригиналната страница, както и на преводната страница, за да видите списъка на съавторите. ВАЖНО: Този шаблон се отнася единствено до авторските права върху съдържанието на статията. Добавянето му не отменя изискването да се посочват конкретни източници на твърденията, които да бъдат благонадеждни. |